# Чиклень
Чиклень, Чиклені (рум. Cicleni) — село у повіті Караш-Северін в Румунії. Входить до складу комуни Турну-Руєнь.
Село розташоване на відстані 317 км на захід від Бухареста, 35 км на північний схід від Решиці, 91 км на південний схід від Тімішоари.

## Населення
За даними перепису населення 2002 року у селі проживали 25 осіб, усі — румуни. Усі жителі села рідною мовою назвали румунську.